# (95) Аретуса
(95) Арету́са (лат. Arethusa) — астероид главного пояса, принадлежащий к тёмному спектральному классу C. Он был открыт 23 ноября 1867 года немецким астрономом Робертом Лютером в Дюссельдорфской обсерватории, Германия и назван в честь Аретусы, одной из нимф из древнегреческой мифологии.

Орбита астероида Аретуса и его положение в Солнечной системе
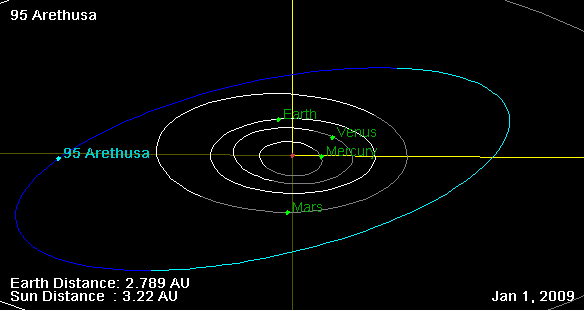
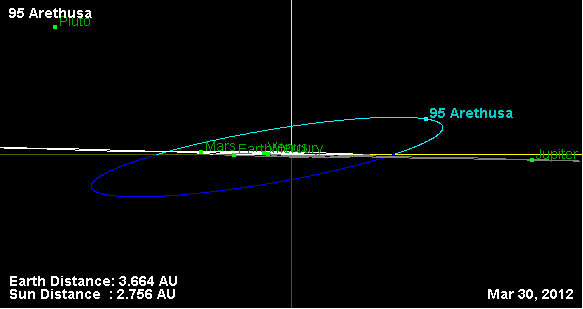

Покрытие звёзд астероидом наблюдалось трижды: первый раз 2 февраля 1998 года и два раза в январе 2003 года.